# Raymond Vouel
Raymond Vouel (ur. 8 kwietnia 1923 w Rumelange, zm. 12 lutego 1987 w Luksemburgu
) – luksemburski polityk socjaldemokratyczny, w latach 1974–1976 wicepremier i minister finansów Luksemburga, w latach 1977–1981 Europejski Komisarz ds. Konkurencji.

## Życiorys
Urodził się w 8 kwietnia 1923 roku w Rumelange.
Swoją karierę polityczną związał z Luksemburską Socjalistyczną Partią Robotniczą (LSAP) i z jej ramienia sprawował funkcje ministerialne. W latach 1964–1969, w drugim i w trzecim rządzie premiera Pierre’a Wernera (w których wicepremierem był Henry Cravatte) pełnił obowiązki sekretarza stanu ds. zdrowia i spraw społecznych.
15 czerwca 1974 objął stanowiska wicepremiera i ministra finansów w rządzie premiera Gastona Thorna. Zastąpił odpowiednio Eugène’a Schausa i Pierre’a Wernera, a urząd sprawował przez dwa lata do 21 lipca 1976, kiedy jego następcą został na fotelu wicepremiera został Bernard Berg, a nowym ministrem finansów Jacques Poos. Vouel podał się do dymisji,  w związku z kandydowaniem do Komisji Europejskiej. Zastąpił swojego rodaka Alberta Borschette’a na stanowisku Europejskiego Komisarza ds. Konkurencji. Był członkiem Komisji Roya Jenkinsa, od 6 stycznia 1977 do 19 stycznia 1981. Po nim urząd objął Holender Frans Andriessen.
Zmarł w 12 lutego 1987 roku w Luksemburgu